# Atalaya collina
Atalaya collina är en kinesträdsväxtart som beskrevs av Sally T. Reynolds. Atalaya collina ingår i släktet Atalaya och familjen kinesträdsväxter. Inga underarter finns listade i Catalogue of Life.